# Prapreče, Zagorje ob Savi
Prapreče je naselje v Občini Zagorje ob Savi.